# Liu Jing (książę)
Liu Jing (zm. 67) – syn cesarza Guangwu.
Był synem cesarza Guangwu i cesarzowej Yin Lihua. W 39 otrzymał tytuł diuka (公, gong) Shanyang, zaś dwa lata później jego tytuł został podniesiony do rangi księcia (wang). W chwili śmierci swojego ojca znajdował się w Luoyangu wraz ze swoimi braćmi i wykorzystał tę sytuację, by sfałszować list do Liu Qianga (najstarszego syna Guangwu), mający rzekomo pochodzić od jego wuja Guo Kuanga, zachęcający go do rebelii przeciwko nowemu cesarzowi. Przerażony Liu Qiang natychmiast oddał zapieczętowany list, wraz z niewolnikiem który go przekazał, swojemu cesarskiemu bratu, i sprawa została wyciszona, niemniej Liu Jing musiał opuścić stolicę. Początkowo wysłano go do pobliskiego powiatu w Henanie, jednak ponieważ nadal zasięgał porad astrologów szukając znaków przepowiadających mu cesarską przyszłość wkrótce jego lenno przeniesiono do odległego Guangling (dzis. Yangzhou) w dolnym biegu Jangcy.
Liu Qiang zmarł latem następnego roku i chociaż nic nie wskazuje na udział cesarza, to jego śmierć była dla niego bez wątpienia powodem do ulgi. Gdzieś na początku lat 60. Liu Jing wezwał fizjonomistę i wskazując na podobieństwo swoich rysów twarzy z rysami ojca spytał czy ma zbierać oddziały w swojej sprawie. Fizjonomista doniósł o tym dworowi i przestraszony Liu Jing sam zgłosił się do więzienia. Cesarz Ming ponownie nakazał zachować dyskrecję, ale tym razem umieścił Liu Jinga pod obserwacją.
Ostatecznie w 67 doniesiono cesarzowi iż Liu Jing zachęca magów i szamanów by sprowadzili na niego klątwę. Śledztwo potwierdziło prawdziwość tych oskarżeń i zalecono egzekucję Liu Jinga. Cesarz opierał się, jednak jego ministrowie wskazywali, że jest to kwestia racji stanu, a nie osobistych uczuć. Liu Jing został skazany, ale popełnił samobójstwo.
Hans Bielenstein sugerował, iż Liu Jing był zaburzony psychicznie, i Rafe de Crespigny zgadza się z tą oceną. Niemniej "problem z jakim cesarz Ming zetknął się w przypadku tego przesądnego brata prawdopodobnie powiększył jego gniew, kiedy musiał reagować na doniesienia dotyczące innych członków jego rodzeństwa, Liu Yinga, Liu Kanga i Liu Yana.